# Pteris decurrens
Pteris decurrens är en kantbräkenväxtart som beskrevs av Presl. Pteris decurrens ingår i släktet Pteris och familjen Pteridaceae. Inga underarter finns listade.